# Olavo I da Dinamarca
Olavo I da Dinamarca (1058 — 8 de agosto de 1095), também conhecido como Olavo, o Faminto (em dinamarquês:  Oluf de Sultne), foi rei da Dinamarca de 10 de julho de 1086 até sua morte, em 8 de agosto de 1095.
Ele era filho ilegítimo de Sueno II. Em 1080, tornou-se jarl da Jutlândia e fez uma guerra civil contra seu irmão, Canuto IV. Em 1085 ou 1086 ele foi aprisionado.
Após a morte de seu irmão, em 10 de julho de 1086 na Igreja de Santo Albânio em Odense, sucedeu Olavo a seu irmão no trono dinamarquês.
Era casado com Ingegerda, filha do rei Haroldo III da Noruega.